# Michelle Bruijn
Michelle Bruijn (16 februari 1991) is een Nederlandse honkballer.
Bruijn speelt softbal bij de vereniging BSC Caribe in Groningen en honkbal bij HSV Zwijndrecht. Zij werd geselecteerd voor het Nederlands honkbalteam dat in 2010 uitkwam tijdens de wereldkampioenschappen die gehouden werd in Venezuela van 12 tot 22 augustus 2010.